# キュボロ

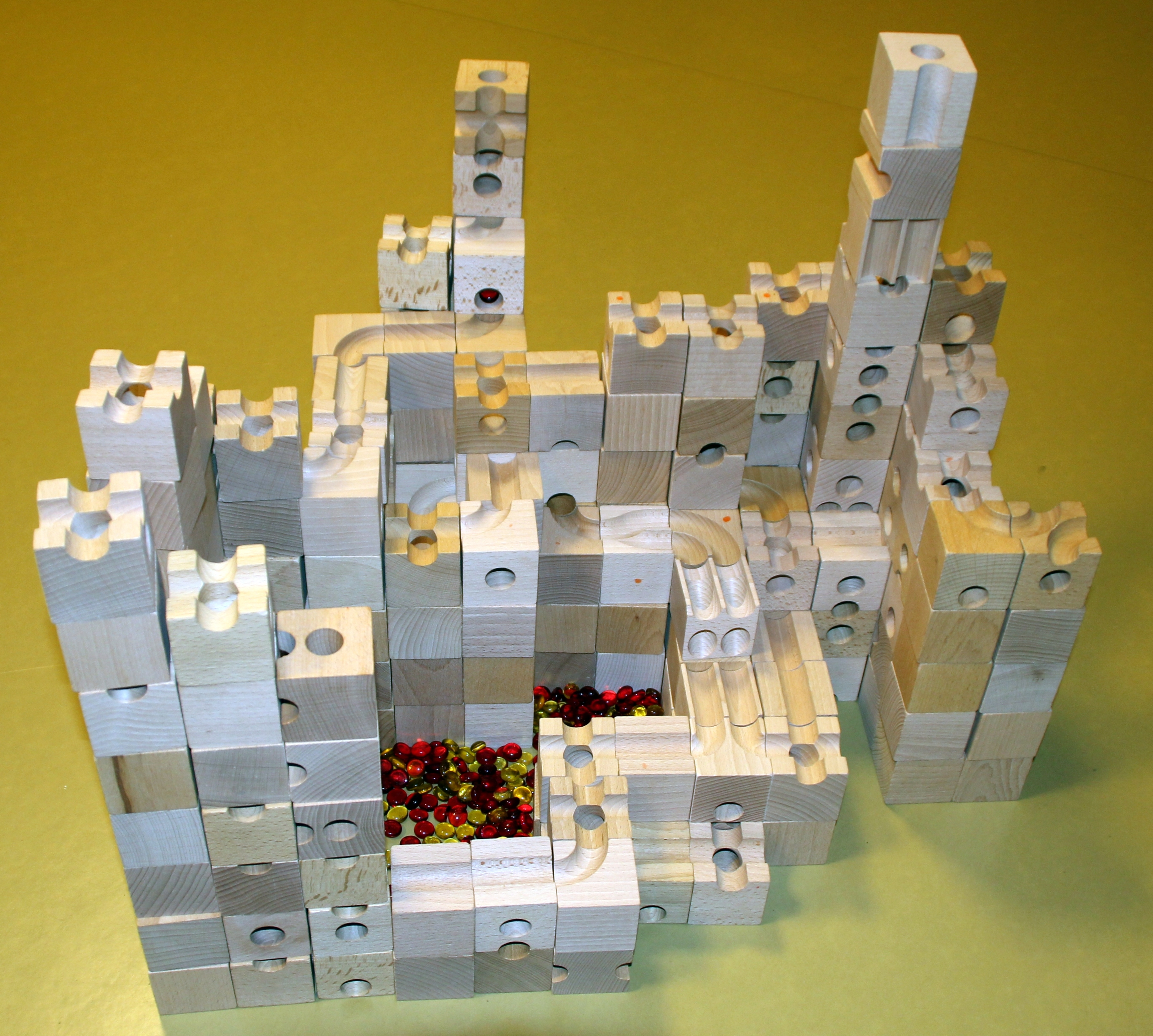
キュボロ

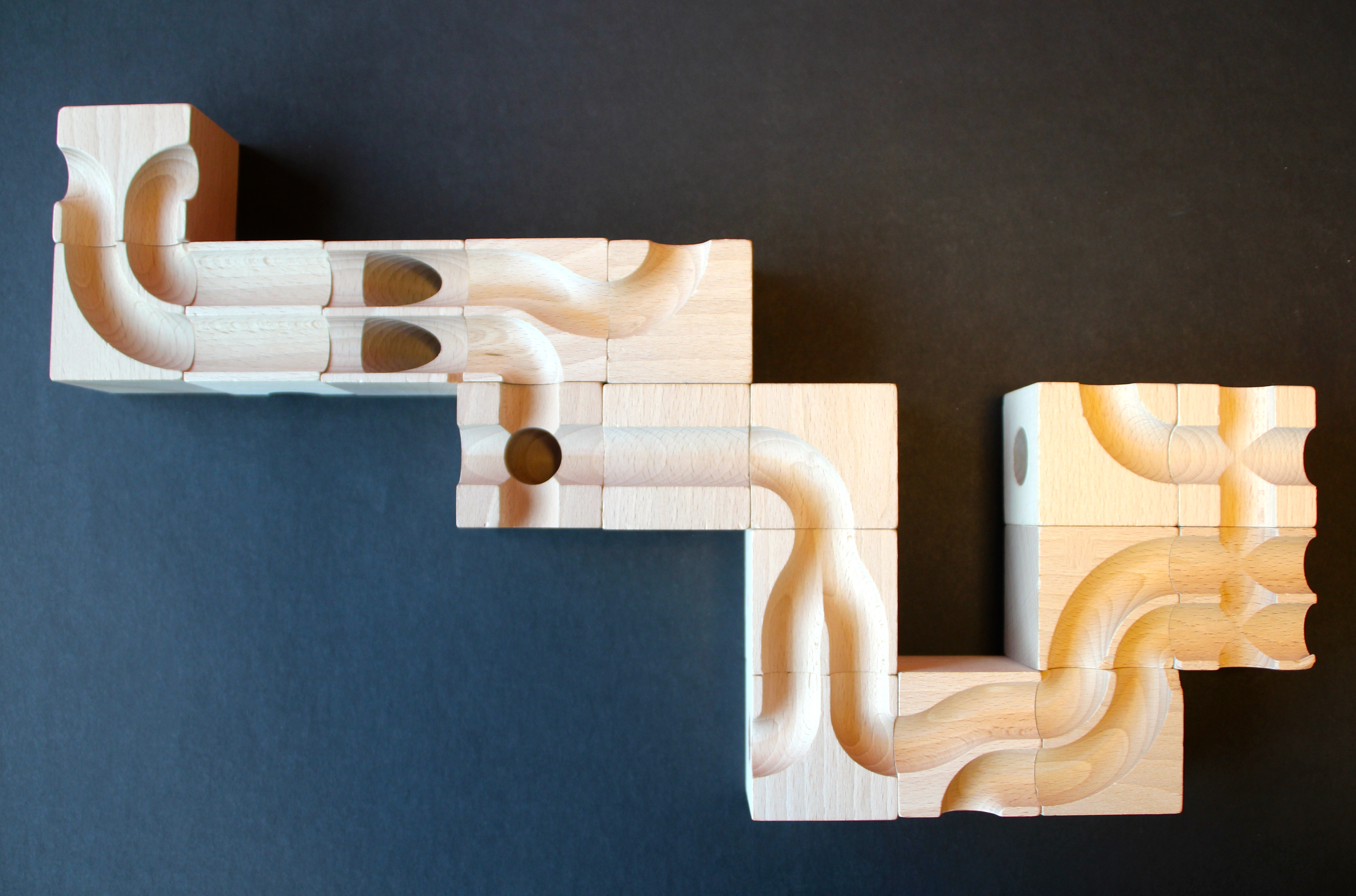
組み合わせの例

キュボロ（cuboro）は、スイスのキュボロ社によって開発された玩具。溝や穴が彫られた1辺5 cmの木製の正六面体を複数個組み合わせることで、付属している直径17 mmのビー玉を上から落として下まで落ちる道を作る遊びである。

## 概要
1979年、スイスのベルンにおいて、Mattias Etter（マティアス・エッター）と心身に障害のある子どもたちとの間で生まれた遊びが基となっている。これが発展し、Etterにより「子どもと大人たちのための玩具」として1985年に市場に発表された。
日本へは2004年から輸入されており、2005年の愛知万博のスイス館に展示されていたことで認知度が高まった。その後、2017年1月にNHK名古屋放送局の番組で将棋棋士の藤井聡太が幼少期に遊んでいた玩具として紹介され、藤井が連勝を重ねて注目されていることもあり、全国的に有名になった。

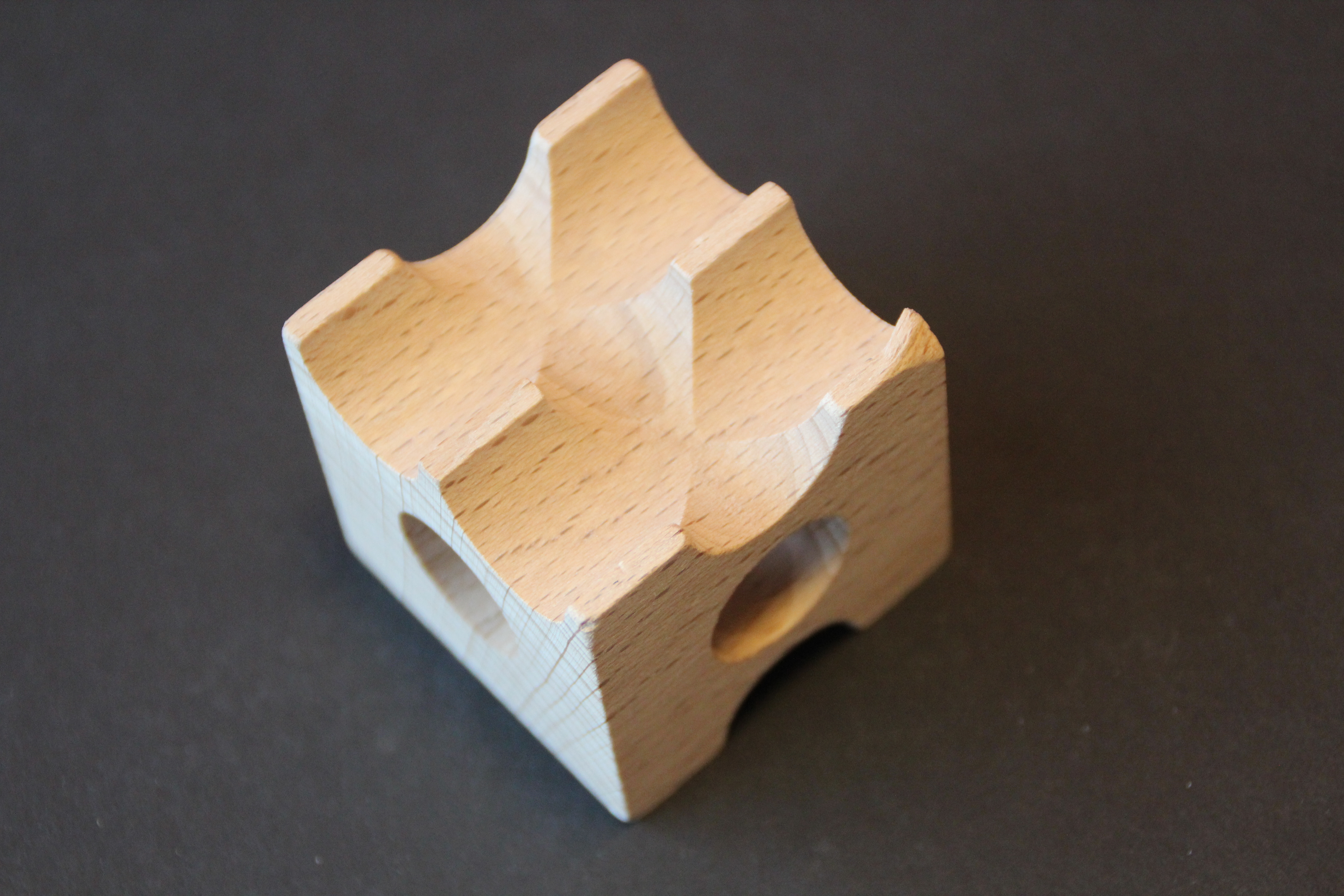
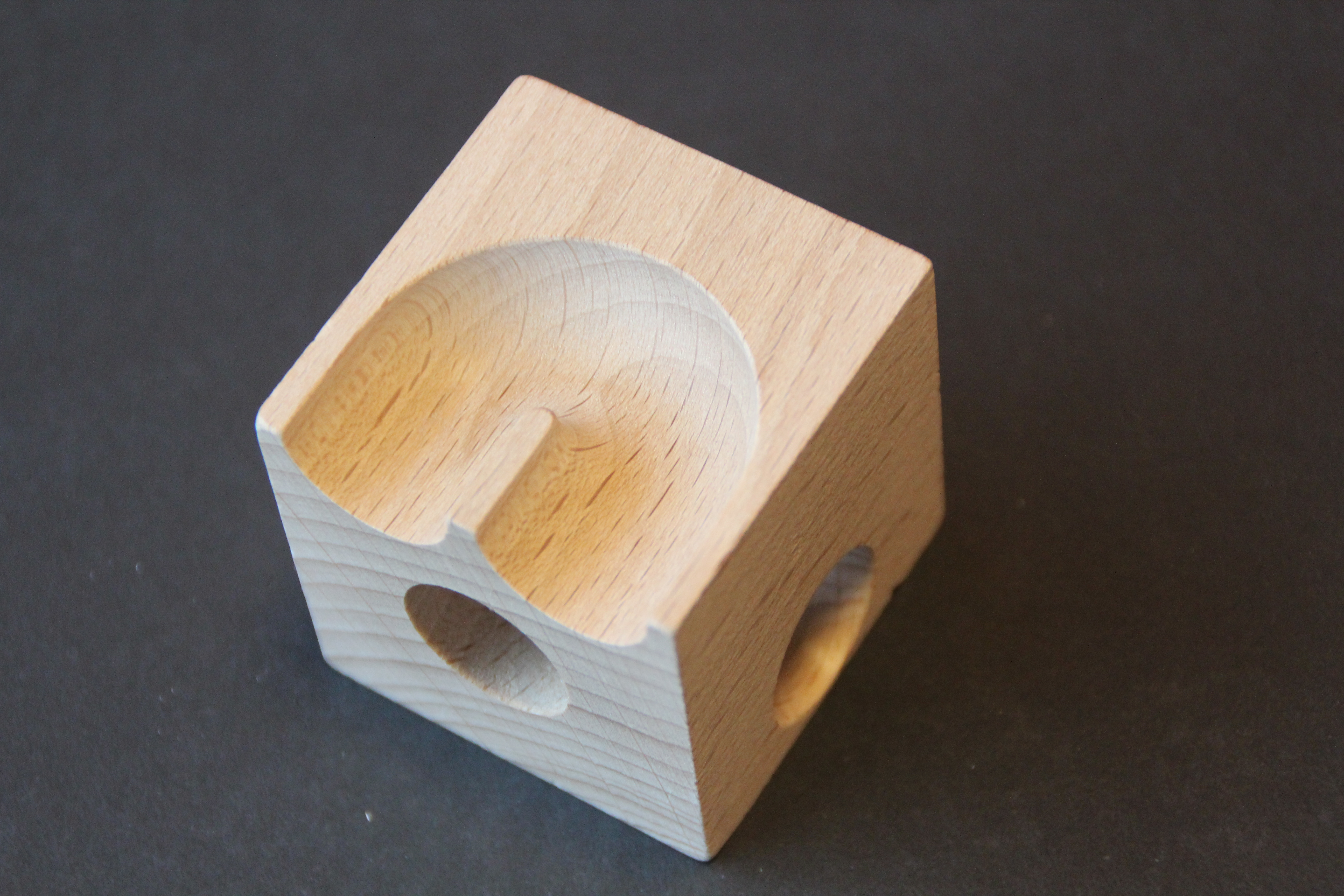
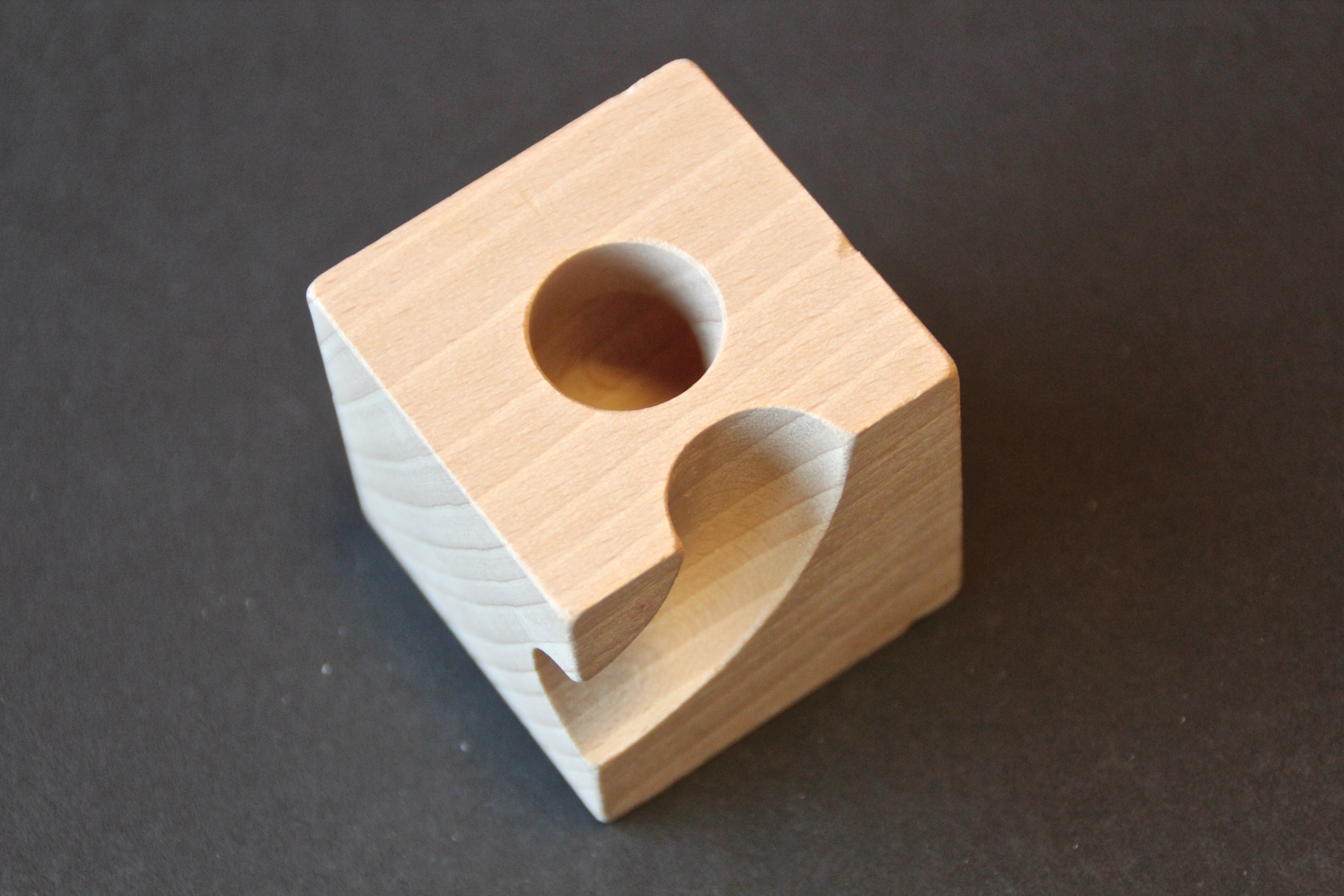
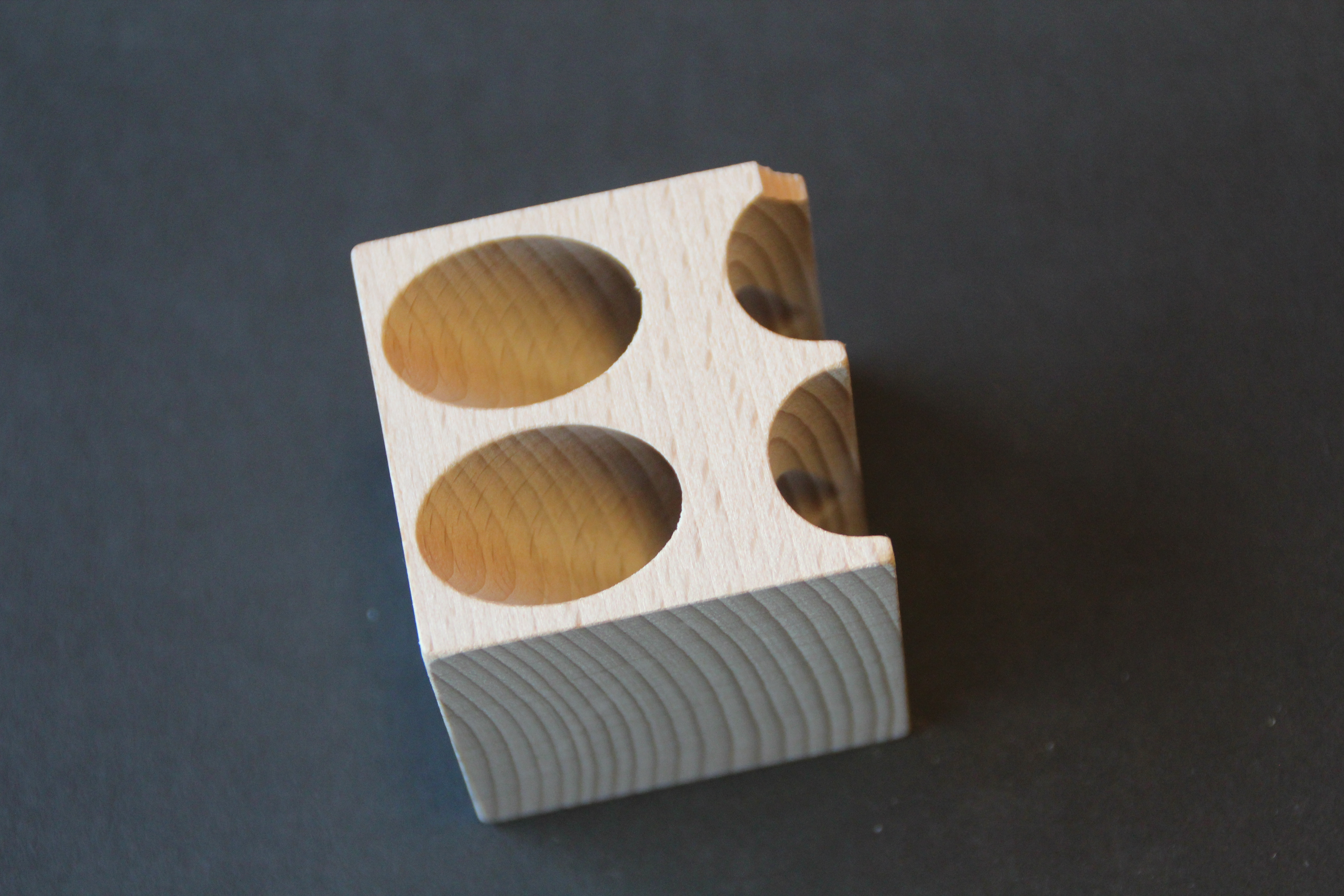

注意点としては、幼児がビー玉を飲み込んでしまうことが懸念される点である。慣れるまでは、必ず保護者が一緒に遊ぶことが必要である。